# WKS 6 Pułk Lotniczy Lwów
WKS 6 Pułk Lotniczy Lwów pełna nazwa Wojskowy Klub Sportowy 6 Pułk Lotniczy Lwów – polski klub piłkarski z siedzibą we Lwowie. Klub został rozwiązany w 1939.

## Historia
Klub powstał w latach 20. XX wieku przy 6 Pułku Lotniczym, stacjonującym we Lwowie. W sezonie 1927 wygrał lwowską ligę okręgową, pokonując m.in. Lechię Lwów, co dało przepustkę do eliminacji o Ligę. W eliminacjach WKS zajął ostatnią, czwartą lokatę, chociaż na własnym boisku udało się wygrać z ŁTSG Łódź i zremisować z Garbarnią Kraków. Klub został wycofany z rozgrywek prawdopodobnie po sezonie 1928.

## Sukcesy
- Mistrz lwowskiej ligi okręgowej: 1927